# Schildhagedissen
Schildhagedissen (Gerrhosauridae) zijn een familie van hagedissen (Lacertilia). Deze familie werd lange tijd als onderfamilie van de gordelstaarthagedissen (Cordylidae) beschouwd, maar tegenwoordig als aparte familie. De groep werd voor het eerst wetenschappelijk beschreven door Leopold Fitzinger in 1843.

## Uiterlijke kenmerken
De meeste soorten hebben een skinkachtig lichaam, waarbij de poten uit elkaar staan en de staart vrij lang is. De kop is nauwelijks van het lichaam afgesnoerd en is voorzien van grote en symmetrische schubben. De ogen en gehooropeningen zijn duidelijk te zien. De ogen hebben beweegbare oogleden.
Schildhagedissen worden zo genoemd vanwege de vergrote schubben met in iedere schub een beenplaatje zodat ze een erg dik en stevig pantser hebben. Het buik- en rugpantser zijn gescheiden door een huidplooi aan de flank, zodat het lichaam in grootte toe kan nemen. Schildhagedissen kennen caudale autotomie; ze kunnen hun staart laten vallen bij bedreiging. De meeste soorten worden inclusief de staart ongeveer twintig tot veertig centimeter lang. Een van de grootste soorten is de reuzenschildhagedis (Matobosaurus validus), die een totale lichaamslengte kan bereiken van ongeveer 70 centimeter.
Schildhagedissen hebben een lichter pantser dan de verwante gordelstaarthagedissen, bestaande uit gladde, nauwsluitende schubben zonder punten. Hiermee verschillen ze van veel gordelstaarthagedissen die wel gepunte schubben hebben. De schubben zijn vrijwel vierkant en zijn in lengte- en breedterijen verdeeld over de bovenzijde van het lichaam. Aan de flanken is een huidplooi aanwezig die het dier in staat stelt de lichaamsruimte te vergroten voor bijvoorbeeld de ademhaling of de zwangerschap.
De staart kan worden afgeworpen om vijanden te misleiden, dit wordt wel caudale autotomie genoemd. De staart groeit later weer aan maar blijft kleiner. De poten zijn vaak krachtig en goed ontwikkeld om zich af te zetten op het zand, maar er zijn uitzonderingen. Bij de zweephagedissen zijn de poten erg klein of ontbreken zo goed als volledig en soms zijn alleen restanten van de achterpoten te zien.

## Verspreiding en habitat
Alle soorten komen voor in delen van Afrika, ten zuiden van de Sahara, en op het oostelijk gelegen eiland Madagaskar. De habitat bestaat uit droge, rotsige omgevingen zoals berggebieden, halfwoestijnen en droge graslanden. Van een aantal soorten is bekend dat ze termietenheuvels gebruiken als slaapplaats.
De verschillende soorten komen voor in de landen Angola, Benin, Botswana, Centraal-Afrikaanse Republiek, Congo-Kinshasa, Eritrea, Ethiopië, Gabon, Glorieuzen (FR), Ghana, Kameroen, Kenia, Madagaskar, Malawi, Mozambique, Namibië, Nigeria, Seychellen, Soedan, Somalië, Swaziland, Tanzania, Togo, Zambia, Zimbabwe en Zuid-Afrika.

## Levenswijze
Alle soorten zetten eieren af. De eieren worden vaak begraven of in rotsspleten afgezet. Alle soorten zijn bodembewoners die overdag actief zijn. Van de slangachtige soorten is bekend dat zij zeer snel door het zand of het gras kunnen bewegen door als het ware te 'zwemmen'. Veel schildhagedissen eten niet alleen kleine dieren zoals insecten maar nemen ook plantaardig materiaal op zoals bloemen en bladeren.

## Geslachten
Onderstaand een indeling van de geslachten van de schildhagedissen. Er zijn 37 soorten in zeven geslachten. Zie voor alle soorten ook de lijst van schildhagedissen.
| Geslachten van de familie schildhagedissen  | Geslachten van de familie schildhagedissen                             | Geslachten van de familie schildhagedissen |
| ------------------------------------------- | ---------------------------------------------------------------------- | --- |
| Naam                                        | Auteur                                                                 | Verspreidingsgebied |
| Broadleysaurus                              | Duméril, 1851                                                          | Benin, Botswana, Centraal-Afrikaanse Republiek, Congo-Kinshasa, Eritrea, Ethiopië, Ghana, Kameroen, Kenia, Malawi, Mozambique, Nigeria, Soedan, Somalië, Swaziland, Tanzania, Togo, Zambia, Zimbabwe, Zuid-Afrika |
| Cordylosaurus                               | Smith, 1846                                                            | Angola, Botswana, Namibië, Zuid-Afrika |
| Echte schildhagedissen (Gerrhosaurus)       | Wiegmann, 1828                                                         | Angola, Botswana, Centraal-Afrikaanse Republiek, Congo-Kinshasa, Ethiopië, Gabon, Kenia, Malawi, Mozambique, Namibië, Soedan, Somalië, Swaziland, Tanzania, Zambia, Zimbabwe, Zuid-Afrika                         |
| Matobosaurus                                | Bates & Tolley in Bates, Tolley, Edwards, Davids, Silva & Branch, 2013 | Angola, Botswana, Malawi, Mozambique, Namibië, Swaziland, Zambia, Zimbabwe, Zuid-Afrika |
| Zweephagedissen (Tetradactylus)             | Merrem, 1820                                                           | Angola, Congo-Kinshasa, Swaziland, Tanzania, Zambia, Zuid-Afrika |
| Gekielde schildhagedissen (Tracheloptychus) | Peters, 1854                                                           | Madagaskar |
| Gordelhagedissen (Zonosaurus)               | Boulenger, 1887                                                        | Madagaskar, Seychellen, Glorieuzen (FR) |